# Crazy World
«Crazy World» (укр. Божевільний світ) — одинадцятий студійний альбом німецького рок-гурту Scorpions, який вийшов 6 листопада 1990 року. Багато критиків оцінюють цей альбом як один із найкращих у творчості гурту. Саме в нього увійшли такі відомі композиції, як «Wind of Change» (присвячена перебудові в СРСР та закінченню холодної війни) та «Send Me an Angel». Альбому було надано мультиплатиновий статус від RIAA за тираж понад 2 000 000 примірників 7 серпня 1995 року, а у США диск посів 21 місце в американському чарті Білборд 200.

## Про альбом
Цей альбом став першим студійним альбомом гурту за півтора десятиліття, який не продюсував Дітер Діркс і широко вважається останнім «класичним» альбомом Scorpions.
Crazy World став єдиним альбомом гурту, який посів перше місце у чартах рідної країни гурту — Німеччини. У Великій Британії він залишається єдиним альбомом Scorpions, який отримав срібний сертифікат (60 000 проданих одиниць) від Британської асоціації виробників фонограм, досягнувши цього в листопаді 1991 року. У Сполучених Штатах це другий найбільший за обсягом продажів альбом гурту, після альбому 1984 року «Love at First Sting», та їх останній, який отримав принаймні золотий сертифікат RIAA.
Це був останній студійний альбом гурту, який представляв склад епохи часів альбому «Lovedrive», адже Френсіс Бухгольц покинув гурт в січні 1992 року. Також у альбомі є єдиний трек Scorpions, автором якого є басист Френсіс Бухгольц, а саме композиція «Kicks After Six».

## Список композицій
| Стандартне видання        | Стандартне видання         | Стандартне видання                         | Стандартне видання        | Стандартне видання |
| #                         | Назва                      | Автор слів                                 | Автор музики              | Тривалість         |
| ------------------------- | -------------------------- | ------------------------------------------ | ------------------------- | ------------------ |
| 1.                        | «Tease Me Please Me»       | Герман Раребелл, Джим Волленс, Клаус Майне | Волленс, Маттіас Ябс      | 4:44               |
| 2.                        | «Don't Believe Her»        | Раребелл, Волленс, Майне                   | Волленс, Рудольф Шенкер   | 4:55               |
| 3.                        | «To Be with You in Heaven» | Майне                                      | Шенкер                    | 4:48               |
| 4.                        | «Wind of Change»           | Майне                                      | Майне                     | 5:10               |
| 5.                        | «Restless Nights»          | Раребелл, Волленс, Майне                   | Шенкер                    | 5:44               |
| 6.                        | «Lust or Love»             | Раребелл, Волленс, Майне                   | Майне                     | 4:22               |
| 7.                        | «Kicks After Six»          | Раребелл, Волленс, Майне                   | Френсіс Бухгольц, Волленс | 3:49               |
| 8.                        | «Hit Between the Eyes»     | Раребелл, Волленс, Майне                   | Шенкер                    | 4:33               |
| 9.                        | «Money and Fame»           | Раребелл, Ябс                              | Ябс                       | 5:06               |
| 10.                       | «Crazy World»              | Раребелл, Волленс, Майне, Шенкер           | Шенкер                    | 5:08               |
| 11.                       | «Send Me an Angel»         | Майне                                      | Шенкер, Волленс           | 4:34               |
| Загальна тривалість 52:51 |                            |                                            |                           |                    |

## Цікаві факти
- «Hit Between the Eyes» звучала під час фінальних титрів фільму «Корпорація „Безсмертя“», який вийшов 1992 року[20].
- «Send Me an Angel» є саундтреком до 5 епізоду 2 сезону серіалу «Мертва справа», який носить назву «Хто твій тато?» та вийшов 31 жовтня 2004 року[21].
- «Wind of Change» використовувався під час фільму 2009 року «Джентльмени Бронко»[22].
- «Wind of Change» звучить наприкінці фільму «Інтерв'ю» 2014 року[23].

## Учасники запису
У записі альбому взяли участь:
| - Клаус Майне — спів - Рудольф Шенкер — ритм-гітара, бек-вокал, соло-гітара (треки 4 та 11) - Маттіас Ябс — соло-гітара, бек-вокал, ритм-гітара (треки 4 та 11) - Френсіс Бухгольц — бас-гітара, бек-вокал - Герман Раребелл — ударні, бек-вокал - Коен ван Баал — клавішні (трек 4) - Роббі Б'юкенен — клавішні (трек 4) - Джим Волленс — клавішні (трек 11) | - Кіт Олсен — продюсування, інженерія, міксування - Ервін Муспер — інженерія, міксування - Шей Бебі — інженерія, міксування - Грег Фульгініті — мастеринг |